# Falathrim

De scheiding van de Elfen.

Falathrim betekent in het Sindarijns 'kust-elven'. Het is de benaming voor een elfenvolk in Midden-Aarde, de wereld in het werk van J.R.R. Tolkien.
Zij behoorden tot de Teleri, het elfenvolk dat het laatst naar de kusten van Beleriand was gekomen. Hier vond de grote scheiding plaats: het grootste deel van de Teleri vertrok overzee naar de landen in het uiterste westen. Maar twee groepen Teleri bleven achter in Midden-Aarde: een groep die op zoek ging naar Elwë, de koning van de Teleri die was verdwenen in Nan Elmoth. Zij zouden hun heer uiteindelijk vinden en met hem het rijk Doriath stichten.
Maar een tweede groep bleef achter uit liefde voor de kustlanden van Beleriand. En hierdoor gingen zij in op de oproep van de Maia Ossë, die niet wilde dat zij voor altijd zijn gebied zouden verlaten. Ossë en Uinen kwamen naar hen toe en sloten vriendschap. Ossë onderwees hen, gezeten op een rots aan de rand van het land, en van hem leerden zij veel zeekunde en zeemuziek. Zij werden de Falathrim, de Elfen van de Falas. Hun heer was Cirdan de scheepsbouwer.
De Falathrim vestigden zich vooral in de kustgebieden. Hun belangrijkste steden waren Eglarest en Brithombar.
Na de verwoesting van Beleriand stichten de overlevenden met Cirdan de havenstad Mithlond die even ten westen van de Gouw lag. Uiteindelijk zouden ook de Falathrim naar het westen trekken, waarbij Cirdan zelf de laatste was die met het laatste schip uitvoer.
Zowel de Falathrim als degenen die zich in Doriath vestigden waren dus Teleri en worden in Midden-Aarde ook aangeduid als de Grijze Elfen.